# فرانکلین آکامادو
فرانکلین آکامادو (انگلیسی: Franklyn Akammadu؛ زادهٔ ۱۱ اوت ۱۹۹۸) بازیکن فوتبال اهل بریتانیا است.
از باشگاه‌هایی که در آن بازی کرده‌است می‌توان به باشگاه فوتبال چزنا اشاره کرد.